# John Paul Stapp
John Paul Stapp (Bahia, Brasil, 11 de julho de 1910 — Alamogordo, Estados Unidos, 13 de novembro de 1999), foi um médico e coronel da Força Aérea dos Estados Unidos. Foi um pioneiro nos estudos dos efeitos das forças de aceleração e desaceleração no organismo humano. Contemporâneo e colega de Chuck Yeager, o primeiro homem a quebrar a barreira do som, Stapp foi chamado de "O homem mais rápido da terra". Tornou-se também conhecido por popularizar a Lei de Murphy.
Stapp foi selecionado pela Força Aérea dos EUA como "cobaia" de testes para medir a resistência humana a grandes acelerações. Desafiou a velocidade pilotando um trenó com propulsão por foguetes. Quando iniciou suas pesquisas, em 1947, estimava-se que um ser humano suportaria no máximo uma aceleração equivalente a 18g (18 vezes a força da gravidade). Stapp desfez essa barreira ao longo do seu processo de trabalho, experimentando mais picos de força g que qualquer outro humano. Por conta disso, sofreu inúmeras lesões incluindo membros e costelas quebrados, descolamento de retina e traumas diversos, que no decorrer de sua vida comprometeriam sua visão permanentemente por conta do rompimento de vasos sanguíneos em seus olhos. Em um de seus últimos testes com trenós movidos a foguete, Stapp foi submetido ao equivalente a 46,2 vezes a força da gravidade. A contribuição para os projetos aeronáuticos que essas pesquisas trouxeram, além de fundamentalmente importantes, são largamente disseminadas e difíceis de quantificar.
A vida de Stapp foi dedicada à segurança aeroespacial em particular e à segurança em geral. O seu legado persiste até hoje através da popularização de equipamentos como o cinto de segurança, e da cultura de segurança automobilística que ajudou a criar e desenvolver, e que promoveria divulgando por muitos anos em conferências e entrevistas.

## Biografia
John Paul Stapp nasceu na Bahia, Brasil, em 11 julho de 1910, sendo o primeiro filho de Charles F. Stapp, missionário Batista.
No Brasil também passou sua infância; seus pais, ambos professores, deram-lhe as primeiras instruções escolares. Aos 12 anos, foi enviado aos EUA, encaminhando-o para a San Marcos Academy, no Texas, onde ele completou o curso escolar. Em 1927 ele ingressou na Baylor University, em Waco, Texas, graduando-se em 1931 em Zoologia e, em 1932, em Química. De 1932 a 1934 ele atuou como instrutor de zoologia e química na Decatur Baptist College, atual Dallas Baptist University, também no Texas. Obteve  seu doutorado em Biofísica pela Universidade do Texas, em Austin em 1940 e, em 1944, tornou-se médico pela University of Minnesota, em Minneapolis.
Stapp ingressou no United States Army Air Corps (USAAC), predecessor da Força Aérea dos EUA (USAAF), em 5 de Outubro de 1944. Em 1946, foi transferido para o Aero Medical Laboratory como diretor de projeto e consultor médico no Departamento de Biofísica. Sua primeira atribuição como diretor de projeto incluía uma série de voos testando sistemas de oxigênio em aeronaves não pressurizadas a 40 mil pés (12,2 mil metros).  Um dos mais desafiadores problemas com voos de alta altitude era o perigo de doença de descompressão. O trabalho de Stapp resolveu o problema e uma série de outros tantos, conduzindo a geração seguinte de aviões a um novo patamar tecnológico, assim como aperfeiçoou as técnicas de pára-quedismo em grandes altitudes. Em março de 1947, Stapp foi escalado para o programa de testes de desaceleração.
Em 1967, a Força Aérea dos EUA cedeu Stapp ao National Highway Traffic Safety Administration, instituição responsável por conduzir pesquisas sobre segurança automobilística. Dr. Stapp reformou-se em 1970 no posto de Coronel da Força Aérea dos EUA.
Nos anos que antecederam sua morte, Stapp foi presidente do New Mexico Research Institute, cargo acumulado com a função de conselheiro da Stapp Car Crash Conference, evento dedicado ao estudo de acidentes rodoviários e busca por soluções voltadas para o aprimoramento da segurança dos automóveis.
Pioneiro da medicina aeroespacial, o Coronel Doutor John Paul Stapp faleceu em 13 de Novembro de 1999 em sua casa, em Alamogordo, Novo México aos 89 anos. Entre as suas condecorações constam: National Aviation Hall of Fame; Jet Pioneers of America; International Space Hall of Fame; Safety Health Hall of Fame; Air Force Cheney Award for Valor; e the Lovelace Award da NASA por pesquisas médicas aerospaciais.

### Lei de Murphy
Em 1949, Stapp bateu o recorde de aceleração. Não pôde, porém, festejar o feito. Os acelerômetros do trenó-foguete simplesmente não funcionaram. Desolado, Stapp encomendou ao engenheiro que o ajudava, o então capitão Edward Murphy Jr., diligências para identificar a falha. Não tardou a descobrir que um técnico ligara os circuitos do veículo ao contrário. No relatório em que informa sobre o malfeito, Murphy Jr. anotou: "Se há mais de uma forma de fazer um trabalho e uma dessas formas redundará em desastre, então alguém fará o trabalho dessa forma".
Espirituoso, carismático e popular com seus colegas e com a imprensa, um inveterado colecionador de eufemismos e adágios, a ponto de conservar um caderno de anotações sobre o assunto, Stapp, apoiado por sua equipe e pela cultura reinante no seu ambiente de trabalho, popularizou a expressão ao comentar em uma entrevista a jornalistas, o diagnóstico do auxiliar, resumindo-o na forma: "Se alguma coisa pode dar errado, dará" e estabelecendo aquela que viria a ser conhecida como Lei de Murphy.
Não resta questão de que Stapp tenha sido o popularizador e provavelmente tenha delineado a forma final do conceito, usando pela primeira vez a expressão em uma entrevista coletiva sobre o Projeto MX981 na frase "Nós fazemos todo nosso trabalho levando em consideração a Lei de Murphy" em uma resposta dirigida a um repórter.  Foi sua equipe, em sua subcultura permeada por citações, que durante os experimentos conduzidos pelo engenheiro e major Edward A. Murphy Jr., cunhou a frase eufemística e começou a usá-la meses antes da referida entrevista. Quando a desconhecida "lei" foi explicada posteriormente à imprensa, rapidamente alcançou a popularidade através da divulgação em diversas publicações e começou a ser empregada por comentaristas e em programas de debates.

## Pesquisas sobre Desaceleração

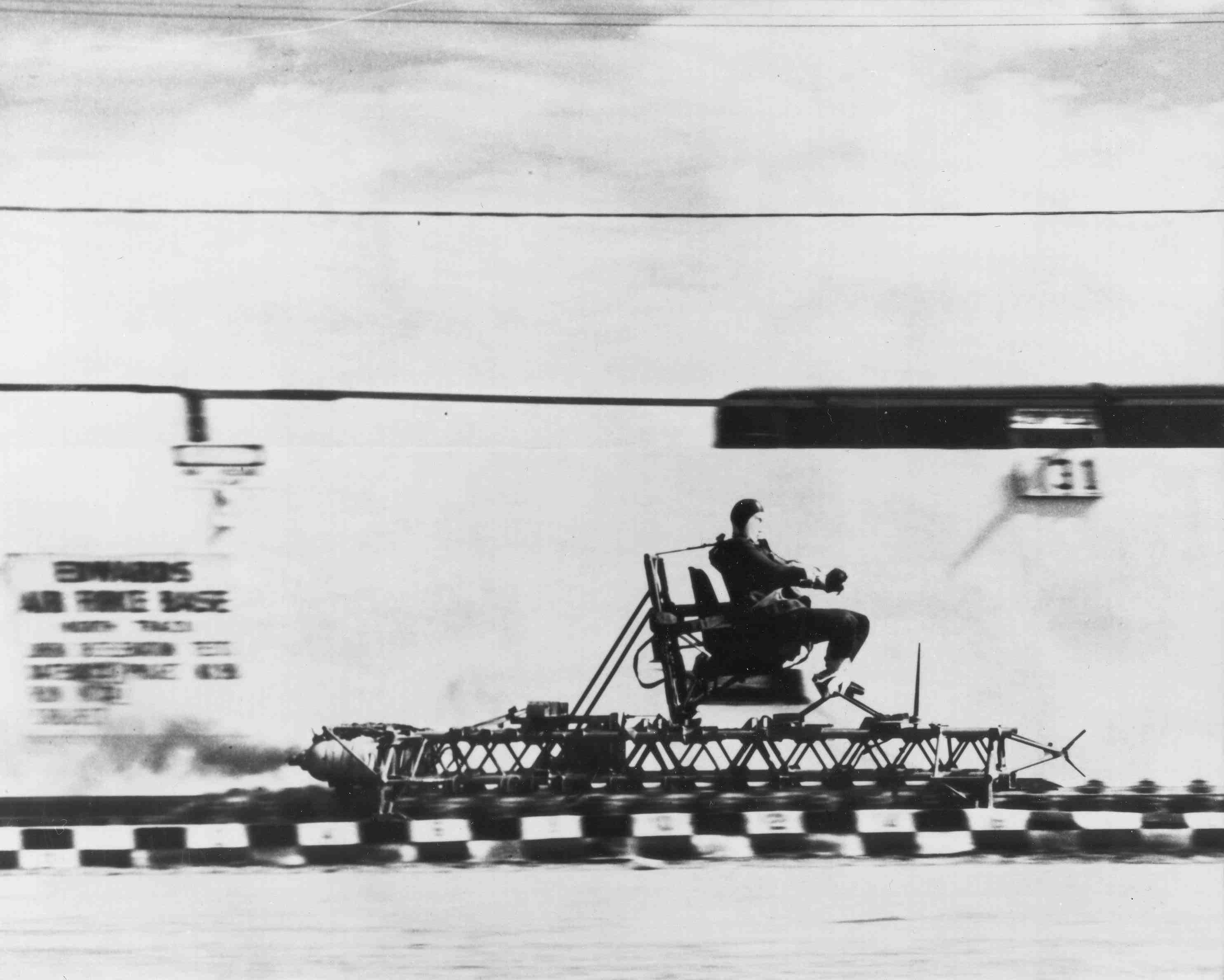
John Paul Stapp pilota o trenó a foguete na Base Aérea Edwards

Por volta de 1945, os militares americanos perceberam que precisavam desenvolver estudos que levassem a um melhor domínio de conceitos de segurança aeronáutica aplicada aos ocupantes durante uma colisão. A fase inicial do programa, definida pelo Aero Medical Laboratory, era desenvolver equipamentos e instrumentação por meio dos quais fosse possível simular colisões aeronáuticas e estudar a influência de asssentos e cintos e a tolerância humana a desaceleração experimentada em colisões aeronáuticas simuladas.
O programa de pesquisas estava originalmente agendado para ser conduzido próximo ao Aero Medical Laboratory, mas foi mudado para Muroc (atual Base Aérea Edwards) por existir ali uma pista de 610m (2000 pés) construída originalmente para pesquisas. O programa de Desaceleração aproveitou a pista, então desocupada, poupando a construção de uma nova. O equipamento necessário foi desenhado segundo especificações do Aero Medical Laboratory e fabricado pela Northrop em Hawthorne, na Califórnia, sendo mantido e operado por essa empresa. 
O "desacelerador humano", apelidado "Gee Whiz" pelos cientistas, consistia de uma carreta de 680kg montada sobre uma pista com trilhos de 610m em bitola padrão (1435mm), sustentados por uma base de concreto e um sistema de frenagem de 14 metros reputado como o mais poderoso já produzido.
Quatro sapatas mantinham a carreta nos trilhos ao mesmo tempo que permitiam o deslizamento livre da mesma. Na parte traseira da carreta, foguetes de 4kN (1000 lbf) forneciam a propulsão necessária. A frenagem era proporcionada por 45 conjuntos de freios, cada um consistindo de dois pares de pinças de frenagem instaladas na superfície da via entre os trilhos. As pinças prendiam placas de 3,4m sob o chassis da carreta aplicando a desejada desaceleração. A desaceleração desejada era obtida pela variação do número e do padrão dos arranjos de freios usados bem como do número de foguetes propulsores empregados.
A primeira corrida do "trenó a foguete" ocorreu em 30 de Abril de 1947 com lastro, com o trenó saindo dos trilhos. A primeira tentativa com humanos iria ocorrer no mês de Dezembro seguinte. A instrumentação ainda estava em estágio de desenvolvimento e apenas em Agosto de 1948 seriam iniciados os primeiros registros. Em Agosto de 1948, 16 arrancadas humanas haviam sido realizadas, todas na posição de ré. Em 1949, foram iniciadas as arrancadas à frente. A maior parte dos testes consistia em comparações entre os cintos usados nos aviões e modelos modificados, para determinar a melhor configuração para segurança do piloto.
Ao todo, Stapp realizou 29 corridas experimentais no trenó a foguete, alcançando uma velocidade máxima de 1017Km/h (632mph), na base aérea de Hollomon, Novo México.
As pesquisas do Dr. Stapp em desaceleração tiveram profundo impacto tanto na aviação militar quanto civil. Por exemplo, o conceito de assentos voltados para a traseira, que era conhecido anteriormente, recebeu forte impulso com o programa de pesquisas sobre colisão, que provou ser esta posição mais segura para passageiros, requerendo menos suporte dos cintos, já que um humano suportaria muito menor desaceleração assim do que na posição voltada para frente. Como resultado, todos os equipamentos do comando militar de transporte aéreo ""MATS"" foi equipado com esse tipo de assento. As linhas aéreas comerciais, assim como a RAF chegaram a considerar a aplicação desse dado. 
Novos equipamentos de proteção lateral também foram desenvolvidos por Stapp, voltados principalmente para a proteção de para-quedistas, que normalmente viajavam sentados lado a lado nas aeronaves.
Por conta também das pesquisas de Stapp, a resistência dos assentos dos caças foi aumentada consideravelmente para o equivalente a 32g (310m/s²) uma vez que ficou provado que um piloto poderia sobreviver a impactos dessa natureza se seu assento não se arrebentasse.
Viajando no trenó pessoalmente, Stapp demonstrou que um ser humano pode suportar pelo menos 45g (440m/s²) voltado à frente, desde que adequadamente fixado. Esta é a maior aceleração conhecida experimentada voluntariamente por um homem. Dr. Stapp, porém, acreditava que a máxima tolerância humana à aceleração não chegou a ser alcançada nos testes e é muito maior do que imaginava-se.

## Outros trabalhos

### Rajadas de vento
Dr. Stapp também trabalhou em experimentos com rajadas de vento, onde ele voou com um avião a jato a altas velocidades para determinar se era seguro para um piloto manter-se em seu avião caso a cobertura fosse acidentalmente arrancada. Stapp permaneceu com seu avião a velocidade de 917km/h com a cobertura removida e não sofreu lesões por rajada de vento. Além disso, supervisionou programas de pesquisas no campo de fatores humanos em escape de aviões e tolerância humana a aceleração e desaceleração abruptas.

### Segurança automobilística
Durante seu trabalho na Base Aérea Holloman, Stapp começou a interessar-se pelas implicações de seu trabalho na segurança automotiva. Na época, os automóveis ainda não eram comumente equipados com cintos-de-segurança, mas Stapp demonstrou que um humano adequadamente fixado em seu banco poderia sobreviver a maiores impactos do que um outro solto. Muitas fatalidades, portanto, poderiam ser evitadas pelo uso dos cintos. Stapp tornou-se um forte defensor e divulgador desta causa, oferecendo com frequência entrevistas sobre o assunto, organizando conferências e simulando demonstrações, incluindo o primeiro uso de um boneco (dummy) em um teste de colisão automobilística.
Em certo momento, os militares relutaram em continuar financiando um trabalho que eles julgavam estar fora de sua jurisdição, mas Stapp os persuadiu a continuar fornecendo estatísticas que provavam ser maior o número de pilotos da Força Aérea mortos em acidentes de trânsito do que em acidentes aéreos. Seu esforço foi recompensado em 1966, quando viu, ao lado de Ralph Nader, o presidente americano Lyndon Johnson assinar a lei tornando compusório o uso do cinto-de-segurança.

### Lei de Stapp
A John Stapp também é atribuída a formulação da Lei de Stapp, ou Paradoxo Irônico de Stapp, que diz "A universal aptidão para a inaptidão torna qualquer realização humana um incrível milagre".